# Овгортське сільське поселення
Овго́ртське сільське поселення (рос. Овгортское сельское поселение) — сільське поселення у складі Шуришкарського району Ямало-Ненецького автономного округу Тюменської області Росії.
Адміністративний центр — село Овгорт.
Населення сільського поселення становить 1319 осіб (2017; 1327 у 2010, 1350 у 2002).

## Склад
До складу сільського поселення входять:
| Населений пункт      | Населення, осіб (2002) | Населення, осіб (2010) |
| -------------------- | ---------------------- | ---------------------- |
| Єврігорт, присілок   | 19                     | 25                     |
| Нимвожгорт, присілок | 29                     | 26                     |
| Овгорт, село         | 904                    | 998                    |
| Оволингорт, село     | 36                     | 26                     |
| Тільтім, присілок    | 116                    | 20                     |
| Ямгорт, присілок     | 246                    | 232                    |